# Србија на Европском првенству у атлетици за млађе сениоре 2011.
Србија је учествовала на 8. Европском првенству за млађе сениоре 2011. одржаном у Острави, Чешка, од 14 до 17. јула. Репрезентацију Србије на њеном трећем учешћу на европским првенствима за млађе сениоре од 2006. године од када Србија учествује самостално под овим именом, представљало је 9 спортиста (5 мушкарца и 4 жене), који су се такмичили у 9 дисциплина (5 мушких и 4 женске).
У укупном пласману Србија је са једном сребрном и две бронзане медаље заузела 17. место.
У табели успешности (према броју и пласману такмичара који су учествовали у финалним такмичењима (првих 8 такмичара) Србија је са 5 учесника у финалу заузела 19 место са 25 бода..
| Пл. | Земља  | 1. место | 2. место | 3. место | 4. место | 5. место | 6. место | 7. место | 8. место | Бр. фин. | Бодови |
| --- | ------ | -------- | -------- | -------- | -------- | -------- | -------- | -------- | -------- | -------- | ------ |
| 19. | Србија | 0 - 0    | 1 - 7    | 2 - 12   | 0 - 0    | 1 - 4    | 0 - 0    | 1 - 2    | 0 - 0    | 5        | 25     |

## Учесници
| Мушкарци: - Дарко Шаровић — 100 м - Милан Ристић — 110 м препоне - Емир Бекрић — 400 м препоне - Ведран Самац — Бацање копља - Михаил Дудаш — Десетобој | Жене: - Богдана Мимић — 5.000 м - Мила Андрић — 400 м препоне - Ивана Шпановић — Скок удаљ - Татјана Јелача — Бацање копља |  |

## Освајачи медаља (3)

### Сребро (1)
- Ивана Шпановић — скок удаљ

### Бронза (2)
- Емир Бекрић — 400 м препоне
- Михаил Дудаш — десетобој

## Резултати

### Мушкарци
| Атлетичар     | Дисциплина    | Лични рекорд | Квалификације | Квалификације | Полуфинале            | Полуфинале            | Финале                | Финале  | Детаљи |
| Атлетичар     | Дисциплина    | Лични рекорд | Резултат      | Место         | Резултат              | Место                 | Резултат              | Место   | Детаљи |
| ------------- | ------------- | ------------ | ------------- | ------------- | --------------------- | --------------------- | --------------------- | ------- | ------ |
| Дарко Шаровић | 100 м         |              | 10,97         | 6. у гр. 2    | Нису се квалификовали | Нису се квалификовали | Нису се квалификовали | 20 / 20 |        |
| Милан Ристић  | 110 м препоне |              | 14,33         | 4. у гр. 2    | Нису се квалификовали | Нису се квалификовали | Нису се квалификовали | 19 / 26 |        |
| Емир Бекрић   | 400 м препоне |              | 50,96 КВ      | 1. у гр. 1    | 50,41 КВ              | 1. у гр. 3            | 49,61 НР              |         |        |
| Ведран Самац  | бацање копља  |              | 57,34         | 8. у гр. Б    |                       |                       | Није се квалификовао  | 17 / 23 | }      |

#### десетобој
| Дисциплина   | Михаил Дудаш , | Михаил Дудаш , | Михаил Дудаш , | Михаил Дудаш , | Михаил Дудаш , | Михаил Дудаш , |
| Дисциплина   | Лич. рек.      | Резултат       | Бод.           | Плас.          | Укупно         | Плас.          |
| ------------ | -------------- | -------------- | -------------- | -------------- | -------------- | -------------- |
| 100 м        |                | 10,71 ЛР       | 926            | 2.             | 926            | 2.             |
| Скок удаљ    |                | 7,46           | 925            | 3.             | 1.851          | 3.             |
| Бацање кугле |                | 13,18          | 678            | 14.            | 2.529          | 3.             |
| Скок увис    |                | 1,98           | 785            | 8.             | 3.314          | 4.             |
| 400 м        |                | 47,47 ЛР       | 935            | 2.             | 4.249          | 2.             |
| 110 препоне  |                | 15,13          | 834            | 14.            | 5.083          | 5.             |
| Бацање диска |                | 43,67          | 740            | 13.            | 5.823          | 2.             |
| Скок мотком  |                | 4,70           | 890            | 8.             | 6.642          | 3.             |
| Бацање копља |                | 58,58 ЛР       | 716            | 8.             | 7.358          | 3.             |
| 1.500 м      |                | 4:27,79        | 759            | 4.             | 8.117          | 3.             |
| Укупно       |                |                |                |                | 8.117 ЛР       |                |

### Жене
| Атлетичарка    | Дисциплина    | Лични рекорд | Група         | Група      | Полуфинале | Полуфинале | Финале                | Финале      | Детаљи |
| Атлетичарка    | Дисциплина    | Лични рекорд | Резултат      | Место      | Резултат   | Место      | Резултат              | Место       | Детаљи |
| -------------- | ------------- | ------------ | ------------- | ---------- | ---------- | ---------- | --------------------- | ----------- | ------ |
| Богдана Мимић  | 5.000 м       |              |               |            |            |            | 16:08,94              | 6 / 15 (18) |        |
| Мила Андрић    | 400 м препоне |              | 4:14,64       | 5. у гр. 1 |            |            | Није се квалификовала | 10 / 18     |        |
| Ивана Шпановић | скок удаљ     |              | 6,43 кв       | 2. у гр. А | 6,74 ЛРС   |            |                       |             |        |
| Татјана Јелача | бацање копља  |              | 54,10 КВ, ЛРС | 5. у гр. Б | 55,44 ЛРС  | 7 / 24     |                       |             |        |